# مالکانگیری

منطقه مسکونی در هند

مالکانگیری (به انگلیسی: Malkangiri) یک منطقهٔ مسکونی در هند است که در بخش مالکانگیری واقع شده‌است. مالکانگیری ۳۱٬۰۰۷ نفر جمعیت دارد و ۱۷۸ متر بالاتر از سطح دریا واقع شده‌است.